# Ryszard Zakrzewski
Ryszard Zakrzewski (ur. 11 lutego 1913 w Skierniewicach, zm. 14 maja 1994 w Londynie) – polski dziennikarz, działacz emigracyjny, minister spraw krajowych w emigracyjnym w drugim rządzie Edwarda Szczepanika (1989-1990).

## Życiorys
Studiował na Uniwersytecie Warszawskim, pracę magisterską obronił w 1939. W czasie studiów był działaczem Legionu Młodych, od 1935 należał do jego Komendy Głównej. W 1939 został członkiem socjalistycznej organizacji „Wolność”.
W czasie II wojny światowej walczył w partyzantce na terenie Jugosławii, a od 1945 w II Korpusie Polskim.
Po wojnie zamieszkał w Wielkiej Brytanii. Był działaczem Polskiej Partii Socjalistycznej, członkiem Centralnej Komisji Rewizyjnej PPS (1948-1955), od 1957 przewodniczącym Komitetu Głównego PPS w Wielkiej Brytanii i członkiem Centralnego Komitetu Zagranicznego PPS, z ramienia tej partii zasiadał w Tymczasowej Radzie Jedności Narodowej (1954-1958). Od 1959 do 1962 był członkiem komitetu redakcyjnego, a od 1962 do 1971 redaktorem naczelnym wydanego w Londynie pisma PPS Robotnik, od 1987 wiceprzewodniczącym Centralnej Rady Partyjnej PPS. Działał także w Stowarzyszeniu Polskich Kombatantów, m.in. był członkiem zarządu SPK w Wielkiej Brytanii (1949-1951, 1953-1956 i 1962-1973), należał też do władz Federacji Światowej Stowarzyszenia Polskich Kombatantów; ponadto był członkiem zarządu Zjednoczenia Polskiego w Wielkiej Brytanii i Polskiego Ośrodka Społeczno-Kulturalnego, kierował księgarnią SPK w Londynie.
W latach 1988–1991 był członkiem VII i VIII Rady Narodowej RP, a od listopada 1989 do grudnia 1990 ministrem spraw krajowych w ostatnim Rządzie RP na uchodźstwie, a następnie członkiem Komisji Likwidacyjnej Rządu RP na Uchodźstwie.

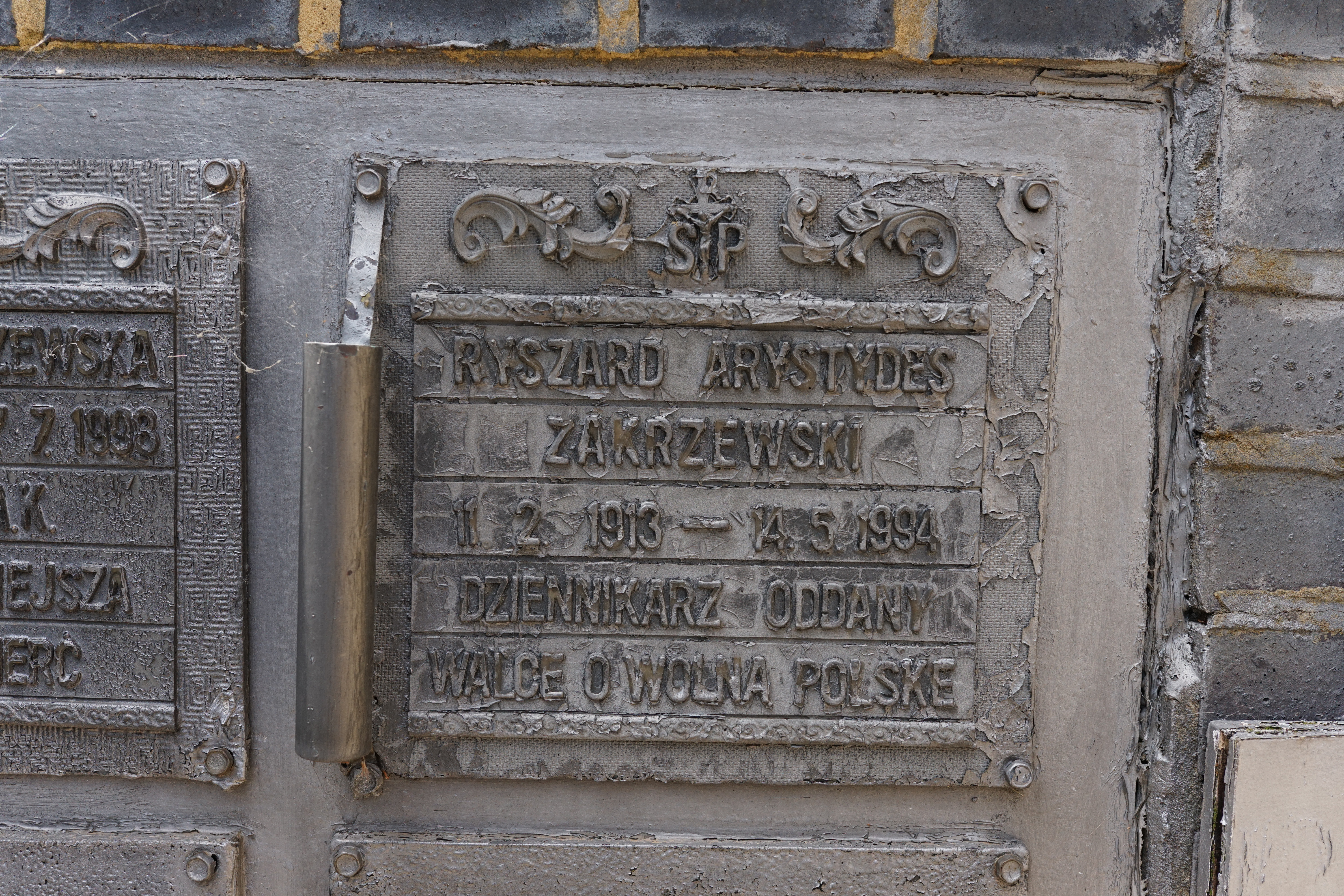
Grób Ryszarda Zakrzewskiego

Zakrzewski zmarł 14 maja 1994 roku. Został pochowany na cmentarzu św. Andrzeja Boboli w Londynie (Stare columbarium, postument 3, strona wschodnia). 

## Odznaczenia
- 1990 Krzyż Komandorski Orderu Odrodzenia Polski - odznaczenie nadane przez Prezydenta RP na Uchodźstwie[2]